# Halloween Havoc 1998
Halloween Havoc 1998 fu un pay-per-view organizzato dalla federazione di wrestling World Championship Wrestling (WCW); si svolse il 25 ottobre 1998 presso la MGM Grand Garden Arena di Paradise, Nevada, Stati Uniti.
L'edizione del 1998 è famigerata per aver compreso l'atteso rematch di WrestleMania VI tra Hulk Hogan e Ultimate Warrior. In WWF, Warrior aveva sconfitto Hogan strappandogli la cintura di campione WWF Championship (e contemporaneamente mantenendo il titolo WWF Intercontinental Championship). Riflettendo sul grande successo che aveva avuto l'incontro, l'allora presidente della WCW Eric Bischoff pensò di riproporre la contesa. Purtroppo il rematch non fu di alto livello, tanto che lo stesso Bischoff dichiarò a posteriori: «Sono d'accordo con i critici, che il match tra Hulk Hogan e Ultimate Warrior del 1998 a Halloween Havoc fu uno dei peggiori incontri della storia... ». Lo storico annunciatore WWF/E Gene Okerlund, all'epoca dipendente della WCW, descrisse il match come "orribile" e "un vero disastro".

## Descrizione
Nel primo match Chris Jericho sconfisse Raven difendendo il titolo WCW World Television Championship. Jericho costrinse Raven a cedere per dolore.
Disco Inferno sconfisse Juventud Guerrera schienandolo dopo un piledriver, e diventando così lo sfidante numero 1 al titolo WCW Cruiserweight Championship.
Billy Kidman sconfisse Disco Inferno mantenendo il titolo WCW Cruiserweight Championship.
Rick Steiner & Buff Bagwell sconfissero The Giant e Scott Steiner vincendo il titolo WCW World Tag Team Championship. Rick schienò The Giant. Bagwell tradì Rick durante il match, lasciandolo da solo sul ring. Scott Steiner sostituiva Scott Hall, l'altra metà del tag team campione in carica che avrebbe combattuto più avanti nella serata.
Rick Steiner sconfisse Scott Steiner. Durante il match tra i due fratelli, Bagwell (indossando una maschera) interferì a favore di Scott, ma senza successo.
Scott Hall sconfisse Kevin Nash per conteggio fuori dal ring. Nash venne contato fuori dopo aver eseguito due Jacknife Powerbomb su Hall, in quanto abbandonò il ring andandosene.
Bret Hart sconfigge Sting e mantiene il titolo WCW United States Heavyweight Championship. Hart prevalse su Sting per TKO dopo aver imprigionato un esanime Sting nella Sharpshooter, la sua mossa di sottomissione.
Nel main event Hollywood Hogan sconfisse The Warrior schienandolo dopo che Horace Hogan ebbe colpito Warrior con una sedia. Nel corso del match, Hogan cercò di tirare una palla di fuoco in faccia a Warrior, ma il suo tentativo fallì comicamente.
Nel match finale della serata, Goldberg sconfisse Diamond Dallas Page difendendo il titolo WCW World Heavyweight Championship. Dato che il ppv durò tre ore e mezza invece delle abituali tre, molti spettatori non poterono vedere questo match in quanto la trasmissione terminò prima dell'inizio dell'incontro. Per ovviare al problema, la WCW mandò in onda il match la sera seguente a Nitro.

## Risultati
| #  | Incontri                                                                  | Stipulazioni                                                   | Durata |
| -- | ------------------------------------------------------------------------- | -------------------------------------------------------------- | ------ |
| 1  | Chris Jericho (c) ha sconfitto Raven per sottomissione                    | Single match per il WCW World Television Championship          | 07:49  |
| 2  | Wrath ha sconfitto Meng                                                   | Single match                                                   | 04:23  |
| 3  | Disco Inferno ha sconfitto Juventud Guerrera                              | Single match                                                   | 09:39  |
| 4  | Alex Wright ha sconfitto Fit Finlay                                       | Single match                                                   | 05:09  |
| 5  | Perry Saturn ha sconfitto Lodi                                            | Single match                                                   | 03:50  |
| 6  | Billy Kidman (c) ha sconfitto Disco Inferno                               | Single match per il WCW Cruiserweight Championship             | 10:49  |
| 7  | Rick Steiner e Buff Bagwell hanno sconfitto The Giant e Scott Steiner (c) | Tag team match per il WCW World Tag Team Championship          | 08:24  |
| 8  | Rick Steiner ha sconfitto Scott Steiner                                   | Single match                                                   | 05:10  |
| 9  | Scott Hall ha sconfitto Kevin Nash per countout                           | Single match                                                   | 14:19  |
| 10 | Bret Hart (c) ha sconfitto Sting per knockout tecnico                     | Single match per il WCW United States Heavyweight Championship | 15:03  |
| 11 | Hollywood Hogan ha sconfitto The Warrior                                  | Single match                                                   | 14:18  |
| 12 | Goldberg (c) ha sconfitto Diamond Dallas Page                             | Single match per il WCW World Heavyweight Championship         | 10:29  |

Altre personalità presenti
| Ruolo          | Nome:                |
| -------------- | -------------------- |
| Commentatori   | Tony Schiavone       |
| Commentatori   | Bobby Heenan         |
| Commentatori   | Mike Tenay           |
| Arbitri        | Randy Anderson       |
| Arbitri        | Mickie Henson        |
| Intervistatore | "Mean" Gene Okerlund |
| Annunciatori   | David Penzer         |
| Annunciatori   | Michael Buffer       |

## Critiche
Il rematch tra Hogan e Ultimate Warrior del 1998 è considerato dai critici uno dei peggiori incontri di wrestling della storia. Wade Keller di Pro Wrestling Torch gli diede il voto più basso, lamentando la poca e pessima azione sul ring e la scarsa risposta del pubblico, e concluse scrivendo che Hogan e Warrior "ormai non ne hanno più". Dave Meltzer di Wrestling Observer Newsletter gli diede il punteggio minimo di 0 stelle su 5 (il singolo punteggio più basso di sempre per un match WCW), e i lettori del giornale votarono il match quale peggior incontro dell'anno. Anche i lettori della rivista di wrestling Power Slam lo giudicarono il peggiore; e il giornalista sportivo Fin Martin lo definì  "uno dei peggiori match mai combattuti". The Standard-Times lo elesse "peggior match del decennio".
L'allora annunciatore WCW Gene Okerlund descrisse l'incontro un "disastro". Paragonando il match a WrestleMania VI e quello a Halloween Havoc 1998, Warrior disse: "Fa strano pensare che il mio miglior incontro sia stato con Hogan, e allo stesso tempo anche il mio match peggiore di sempre è stato con Hogan". Hogan disse che l'incontro venne rovinato dal suo fallito tentativo di gettare una palla di fuoco a Warrior: Hogan invece se la tirò in faccia bruciacchiandosi baffi e sopracciglia. L'errore portò quindi a una fine improvvisata sul momento dove il nipote di Hogan, Horace, colpì Warrior con quello che Sports Illustrated definì "il colpo di sedia più insoddisfacente della storia". Hogan disse inequivocabilmente che la cattiva riuscita del match "fu colpa sua".
L'ex presidente WCW Eric Bischoff concorda sul fatto che Hogan vs. Warrior II sia stato uno dei peggiori match della storia, ma smentisce decisamente l'ipotesi che egli abbia assunto Warrior con la sola intenzione di farlo perdere contro Hogan come rivincita per la sconfitta da lui subita a WrestleMania VI. Il giornalista di WrestleCrap Art O'Donnell e Fin Martin di Power Slam non sono d'accordo con le affermazioni di Bischoff, e quest'ultimo scrisse che la WCW "assunse Warrior a peso d'oro nel maggio 1998 specificatamente per compiacere l'ego di Hogan". Warrior stesso disse a proposito: "Usarono i soldi di [Ted] Turner per comprarmi e farmi tornare per perdere con Hulk [Hogan]... fu disgustoso, per me, quando alla fine realizzai il tutto. E se lo avessi saputo prima, non sarei mai tornato nemmeno per tutto l'oro del mondo".